# Harry Chambers
Henry "Harry" Chambers,  född 17 december 1896 död 29 juni 1949, var en engelsk fotbollsspelare och manager. Han är mest känd för sin spelartid i Liverpool, där han innehar åttonde platsen för bland de bästa målskyttarna i klubbens historia med sina 151 mål på 310 matcher. Han spelade åtta landskamper för England och gjorde fem mål.

## Meriter som spelare
För Liverpool
- Engelska ligan: 2 gånger (1922 och 1923)